# Arent Magnin
Arent Magnin (Meppel, 13 januari 1825 – Veendam, 19 september 1888) was een Nederlandse burgemeester.

## Leven en werk
Magnin werd in 1825 in Meppel geboren als zoon van de deurwaarder en de latere provinciaal archivaris van Drenthe Jean Samuel Magnin en Grietien Wildeboer. Voor hij in Nederland actief werd als burgemeester had hij al een  carrière doorlopen in het gebied langs de Baai van Benin in Afrika dat in die tijd Goudkust werd genoemd. Hij werd daar in 1860 benoemd tot adjudant van de gouverneur der Nederlandsche Bezittingen ter Kuste van Guinea. Van 1865-1866 fungeerde Magnin als gouverneur van dit gebied. In 1866 werd hij benoemd tot burgemeester van Hoogwoud. Na een jaar verruilde hij deze functie voor het burgemeesterschap van zowel de gemeente Wijk aan Zee en Duin als van de gemeente Beverwijk. In 1869 is onder zijn leiding een schipbreukeling van een gestrand Frans schip, de Scabieuse, gered. Volgens zijn necrologie in het Nieuwsblad van het Noorden werd hij daarvoor onderscheiden met het Legion d'honneur. Diverse kranten vermeldden echter dat hij al enkele jaren daarvoor - in 1864 - door de Franse keizer was benoemd tot ridder in de orde van het Legioen van Eer. In januari 1866 werd hij te Parijs benoemd tot "vice-president d'Honneur de l'Institut d'Afrique". In 1880 werd hij benoemd tot burgemeester van Veendam.
Magnin trouwde na zijn terugkeer uit Afrika in 1866 in Amsterdam met Margaretha Moerman. Hij overleed in 1888 op 63-jarige leeftijd na een ziekte van slechts enkele dagen in zijn woonplaats Veendam. Hij werd begraven op het kerkhof aldaar.
In Veendam is de Magninstraat naar hem genoemd.